# Porto Rico nos Jogos Olímpicos de Verão de 2024
Porto Rico participou dos Jogos Olímpicos de Verão de 2024, realizados em Paris, na França. Foi a 20.ª aparição consecutiva do território nos Jogos Olímpicos desde a estreia em Londres 1948, sendo representado por 51 atletas que competiram em 13 esportes.
Conquistou duas medalhas de bronze, com Jasmine Camacho-Quinn nos 100 metros com barreiras feminino do atletismo e Sebastian Rivera na categoria até 65 kg masculino da luta livre.

## Medalhas
| Atleta                | Esporte   | Evento                       | Medalha |
| --------------------- | --------- | ---------------------------- | ------- |
| Jasmine Camacho-Quinn | Atletismo | 100 m com barreiras feminino | Bronze  |
| Sebastian Rivera      | Lutas     | Livre até 65 kg masculino    | Bronze  |

## Competidores
Esta foi a participação por modalidade nesta edição:
| Esporte            | Masculino | Feminino | Total |
| ------------------ | --------- | -------- | ----- |
| Atletismo          | 3         | 5        | 8     |
| Basquetebol        | 12        | 12       | 24    |
| Boxe               | 1         | 1        | 2     |
| Golfe              | 1         | 0        | 1     |
| Judô               | 1         | 1        | 2     |
| Lutas              | 4         | 0        | 4     |
| Natação            | 1         | 1        | 2     |
| Saltos ornamentais | 0         | 1        | 1     |
| Skate              | 1         | 0        | 1     |
| Tênis de mesa      | 2         | 1        | 3     |
| Tiro               | 0         | 1        | 1     |
| Tiro com arco      | 0         | 1        | 1     |
| Vela               | 1         | 0        | 1     |
| Total              | 27        | 24       | 51    |

## Desempenho

### Atletismo
- Q = Qualificado para a próxima fase
- q = Qualificado para a próxima fase como o perdedor mais rápido ou, em eventos de campo, pela posição sem atingir o alvo para qualificação
- N/A = Fase não aplicável para o evento
- Bye = Atleta não precisou disputar aquela fase

Masculino
Eventos de campo
| Atleta      | Evento                | Qualificação | Qualificação | Final       | Final       | Ref.  |
| Atleta      | Evento                | Marca        | Pos.         | Marca       | Pos.        | Ref.  |
| ----------- | --------------------- | ------------ | ------------ | ----------- | ----------- | ----- |
| Luis Castro | Salto em altura       | 2.20         | 15           | Não avançou | Não avançou | [ 5 ] |
| Jerome Vega | Lançamento de martelo | 71.61        | 26           | Não avançou | Não avançou | [ 6 ] |

Eventos combinados – Decatlo
| Atleta              | Evento  | 100 m | SD   | AP    | SA   | 400 m | 110B  | LDi   | SV   | LDa   | 1500 m  | Total | Pos. | Ref.  |
| ------------------- | ------- | ----- | ---- | ----- | ---- | ----- | ----- | ----- | ---- | ----- | ------- | ----- | ---- | ----- |
| Ayden Owens-Delerme | Result. | 10.35 | 7.66 | 15.17 | 2.02 | 46.17 | 14.09 | 43.36 | 4.80 | 51.17 | 4:40.39 | 8437  | 9    | [ 7 ] |
| Ayden Owens-Delerme | Pontos  | 1011  | 975  | 800   | 822  | 1000  | 963   | 733   | 849  | 606   | 678     | 8437  | 9    | [ 7 ] |

Feminino
Eventos de pista e estrada
| Atleta                | Evento              | Preliminar | Preliminar | Baterias | Baterias | Repescagem | Repescagem | Semifinal   | Semifinal   | Final       | Final             | Ref.   |
| Atleta                | Evento              | Tempo      | Pos.       | Tempo    | Pos.     | Tempo      | Pos.       | Tempo       | Pos.        | Tempo       | Pos.              | Ref.   |
| --------------------- | ------------------- | ---------- | ---------- | -------- | -------- | ---------- | ---------- | ----------- | ----------- | ----------- | ----------------- | ------ |
| Gladymar Torres       | 100 m               | Bye        | Bye        | 11.12    | 5 q      | N/A        | N/A        | 11.33       | 6           | Não avançou | Não avançou       | [ 8 ]  |
| Gabby Scott           | 400 m               | N/A        | N/A        | 50.74    | 4        | 50.52      | 1 Q        | 51.22       | 7           | Não avançou | Não avançou       | [ 9 ]  |
| Jasmine Camacho-Quinn | 100 m com barreiras | N/A        | N/A        | 12.42    | 1 Q      | Bye        | Bye        | 12.35       | 1 Q         | 12.36       | Medalha de bronze | [ 10 ] |
| Grace Claxton         | 400 m com barreiras | N/A        | N/A        | 56.29    | 6        | 55.94      | 4          | Não avançou | Não avançou | Não avançou | Não avançou       | [ 11 ] |
| Rachelle de Orbeta    | 20 km marcha        | N/A        | N/A        | N/A      | N/A      | N/A        | N/A        | N/A         | N/A         | 1:33:33     | 29                | [ 12 ] |

### Basquetebol
Masculino
A seleção nacional masculina de Porto Rico se classificou para as Olimpíadas ao vencer o Torneio Pré-Olímpico Mundial de 2024, em San Juan.
Elenco
A delegação foi composta de 12 jogadores:
- Isaiah Piñeiro
- George Conditt IV
- Jordan Howard
- Davon Reed
- Jose Alvarado
- Stevie Thompson
- Aleem Ford
- Gian Clavell
- Ismael Romero
- Christopher Ortiz
- Arnaldo Toro
- Tremont Waters

Fase de grupos
|  | Equipes classificadas às quartas de final |

| Pos. | Equipe         | J | V | D | PF  | PC  | Dif | Pts |
| ---- | -------------- | - | - | - | --- | --- | --- | --- |
| 1    | Estados Unidos | 3 | 3 | 0 | 317 | 253 | +64 | 6   |
| 2    | Sérvia         | 3 | 2 | 1 | 287 | 261 | +26 | 5   |
| 3    | Sudão do Sul   | 3 | 1 | 2 | 261 | 278 | –17 | 4   |
| 4    | Porto Rico     | 3 | 0 | 3 | 228 | 301 | –73 | 3   |

Regras para classificação: 1) Pontos; 2) Confronto direto; 3) Diferença de pontos; 4) Pontos marcados.
| 28 de julho de 2024 11:00 | Relatório | Sudão do Sul                                  | 90–79 | Porto Rico                                                |  | Stade Pierre-Mauroy, Lille Público: 27 021 Árbitros: BIH Ademir Zurapović JPN Takaki Kato CRO Martin Vulić |  |
| 28 de julho de 2024 11:00 | Relatório | Placar por quarto: 20–28, 28–26, 23–15, 19–10 |       |                                                           |  | Stade Pierre-Mauroy, Lille Público: 27 021 Árbitros: BIH Ademir Zurapović JPN Takaki Kato CRO Martin Vulić |  |
| 28 de julho de 2024 11:00 | Relatório | Pts: Jones 19 Rbts: Gabriel 9 Asts: Jones 6   |       | Pts: Alvarado 26 Rbts: Conditt, Romero 6 Asts: Alvarado 5 |  | Stade Pierre-Mauroy, Lille Público: 27 021 Árbitros: BIH Ademir Zurapović JPN Takaki Kato CRO Martin Vulić |  |

| 31 de julho de 2024 17:15 | Relatório | Porto Rico                                         | 66–107 | Sérvia                                        |  | Stade Pierre-Mauroy, Lille Público: 17 882 Árbitros: PAN Julio Anaya ARG Juan Fernández SLO Boris Krejić |  |
| 31 de julho de 2024 17:15 | Relatório | Placar por quarto: 12–24, 23–28, 16–27, 15–28      |        |                                               |  | Stade Pierre-Mauroy, Lille Público: 17 882 Árbitros: PAN Julio Anaya ARG Juan Fernández SLO Boris Krejić |  |
| 31 de julho de 2024 17:15 | Relatório | Pts: Ortiz 19 Rbts: Ortiz 6 Asts: Howard, Waters 3 |        | Pts: Petrušev 15 Rbts: Jokić 15 Asts: Jokić 9 |  | Stade Pierre-Mauroy, Lille Público: 17 882 Árbitros: PAN Julio Anaya ARG Juan Fernández SLO Boris Krejić |  |

| 3 de agosto de 2024 17:15 | Relatório | Porto Rico                                       | 83–104 | Estados Unidos                               |  | Stade Pierre-Mauroy, Lille Público: 27 244 Árbitros: PAN Julio Anaya LAT Gatis Saliņš CRO Martin Vulić |  |
| 3 de agosto de 2024 17:15 | Relatório | Placar por quarto: 29–25, 16–39, 14–23, 24–17    |        |                                              |  | Stade Pierre-Mauroy, Lille Público: 27 244 Árbitros: PAN Julio Anaya LAT Gatis Saliņš CRO Martin Vulić |  |
| 3 de agosto de 2024 17:15 | Relatório | Pts: Alvarado 18 Rbts: Romero 10 Asts: Conditt 5 |        | Pts: Edwards 26 Rbts: Tatum 10 Asts: James 8 |  | Stade Pierre-Mauroy, Lille Público: 27 244 Árbitros: PAN Julio Anaya LAT Gatis Saliņš CRO Martin Vulić |  |

Feminino
A seleção nacional feminina de Porto Rico se classificou para as Olimpíadas ao finalizar entre as duas primeiras equipes do Torneio Pré-Olímpico Mundial de 2024, em Xian.
Elenco
A delegação foi composta de 12 jogadoras:
- Tayra Meléndez
- Brianna Jones
- Pamela Rosado
- Mariah Pérez
- Allison Gibson
- Sofía Roma
- Mya Hollingshed
- Arella Guirantes
- Trinity San Antonio
- Isalys Quiñones
- India Pagán
- Jacqueline Benítez

Fase de grupos
|  | Equipes classificadas às quartas de final |

| Pos. | Equipe     | J | V | D | PF  | PC  | Dif | Pts |
| ---- | ---------- | - | - | - | --- | --- | --- | --- |
| 1    | Espanha    | 3 | 3 | 0 | 223 | 213 | +10 | 6   |
| 2    | Sérvia     | 3 | 2 | 1 | 201 | 184 | +17 | 5   |
| 3    | China      | 3 | 1 | 2 | 228 | 229 | –1  | 4   |
| 4    | Porto Rico | 3 | 0 | 3 | 175 | 201 | –26 | 3   |

Regras para classificação: 1) Pontos; 2) Confronto direto; 3) Diferença de pontos; 4) Pontos marcados.
| 28 de julho de 2024 21:00 | Relatório | Sérvia                                                | 58–55 | Porto Rico                                                             |  | Stade Pierre-Mauroy, Lille Público: 15 324 Árbitros: DEN Maj Forsberg AUS James Boyer MAD Yann Davidson |  |
| 28 de julho de 2024 21:00 | Relatório | Placar por quarto: 23–15, 20–11, 12–10, 3–19          |       |                                                                        |  | Stade Pierre-Mauroy, Lille Público: 15 324 Árbitros: DEN Maj Forsberg AUS James Boyer MAD Yann Davidson |  |
| 28 de julho de 2024 21:00 | Relatório | Pts: Stanković 15 Rbts: Stanković 10 Asts: Anderson 8 |       | Pts: San Antonio 11 Rbts: Hollingshed, Meléndez, Roma 6 Asts: Rosado 7 |  | Stade Pierre-Mauroy, Lille Público: 15 324 Árbitros: DEN Maj Forsberg AUS James Boyer MAD Yann Davidson |  |

| 31 de julho de 2024 11:00 | Relatório | Porto Rico                                               | 62–63 | Espanha                                            |  | Stade Pierre-Mauroy, Lille Público: 23 942 Árbitros: URU Andrés Bartel CAN Maripier Malo KAZ Yevgeniy Mikheyev |  |
| 31 de julho de 2024 11:00 | Relatório | Placar por quarto: 9–18, 16–21, 19–5, 18–19              |       |                                                    |  | Stade Pierre-Mauroy, Lille Público: 23 942 Árbitros: URU Andrés Bartel CAN Maripier Malo KAZ Yevgeniy Mikheyev |  |
| 31 de julho de 2024 11:00 | Relatório | Pts: Guirantes 15 Rbts: Hollingshed 12 Asts: Guirantes 4 |       | Pts: Gustafson 18 Rbts: Gustafson 13 Asts: Ortiz 4 |  | Stade Pierre-Mauroy, Lille Público: 23 942 Árbitros: URU Andrés Bartel CAN Maripier Malo KAZ Yevgeniy Mikheyev |  |

| 3 de agosto de 2024 11:00 | Relatório | China                                         | 80–58 | Porto Rico                                           |  | Stade Pierre-Mauroy, Lille Público: 26 595 Árbitros: MEX Omar Bermúdez LBN Rabah Noujaim CAN Maripier Malo |  |
| 3 de agosto de 2024 11:00 | Relatório | Placar por quarto: 17–11, 23–18, 22–16, 18–13 |       |                                                      |  | Stade Pierre-Mauroy, Lille Público: 26 595 Árbitros: MEX Omar Bermúdez LBN Rabah Noujaim CAN Maripier Malo |  |
| 3 de agosto de 2024 11:00 | Relatório | Pts: Li M. 18 Rbts: Han 9 Asts: Li M. 7       |       | Pts: Guirantes 20 Rbts: Hollingshed 8 Asts: Rosado 5 |  | Stade Pierre-Mauroy, Lille Público: 26 595 Árbitros: MEX Omar Bermúdez LBN Rabah Noujaim CAN Maripier Malo |  |

### Boxe
Masculino
| Atleta                | Evento    | Fase de 32           | Oitavas de final     | Quartas de final     | Semifinal            | Final                | Final       | Ref.   |
| Atleta                | Evento    | Adversário Resultado | Adversário Resultado | Adversário Resultado | Adversário Resultado | Adversário Resultado | Pos.        | Ref.   |
| --------------------- | --------- | -------------------- | -------------------- | -------------------- | -------------------- | -------------------- | ----------- | ------ |
| Juan Manuel López Jr. | Até 51 kg | Bye                  | UZB H Dusmatov D 0–5 | Não avançou          | Não avançou          | Não avançou          | Não avançou | [ 16 ] |

Feminino
| Atleta           | Evento    | Fase de 32           | Oitavas de final       | Quartas de final      | Semifinal            | Final                | Final       | Ref.   |
| Atleta           | Evento    | Adversário Resultado | Adversário Resultado   | Adversário Resultado  | Adversário Resultado | Adversário Resultado | Pos.        | Ref.   |
| ---------------- | --------- | -------------------- | ---------------------- | --------------------- | -------------------- | -------------------- | ----------- | ------ |
| Ashleyann Lozada | Até 57 kg | Bye                  | KAZ K Ibragimova V 5–0 | POL J Szeremeta D 0–5 | Não avançou          | Não avançou          | Não avançou | [ 17 ] |

### Golfe
Masculino
| Atleta        | Evento     | Rodada 1 | Rodada 2 | Rodada 3 | Rodada 4 | Total | Total | Total | Ref.   |
| Atleta        | Evento     | Total    | Total    | Total    | Total    | Total | Par   | Pos.  | Ref.   |
| ------------- | ---------- | -------- | -------- | -------- | -------- | ----- | ----- | ----- | ------ |
| Rafael Campos | Individual | 73       | 70       | 70       | 67       | 280   | −4    | =30   | [ 18 ] |

### Judô
Masculino
| Atleta        | Evento    | Primeira fase              | Oitavas                        | Quartas              | Semifinais           | Repescagem           | Final / DB           | Final / DB | Ref.   |
| Atleta        | Evento    | Adversário Resultado       | Adversário Resultado           | Adversário Resultado | Adversário Resultado | Adversário Resultado | Adversário Resultado | Pos.       | Ref.   |
| ------------- | --------- | -------------------------- | ------------------------------ | -------------------- | -------------------- | -------------------- | -------------------- | ---------- | ------ |
| Adrián Gandía | Até 81 kg | UAE N Tatalashvili V 11–00 | CAN F Gauthier-Drapeau D 00–10 | Não avançou          | Não avançou          | Não avançou          | Não avançou          | =9         | [ 19 ] |

Feminino
| Atleta      | Evento    | Primeira fase         | Oitavas              | Quartas              | Semifinais           | Repescagem           | Final / DB           | Final / DB | Ref.   |
| Atleta      | Evento    | Adversário Resultado  | Adversário Resultado | Adversário Resultado | Adversário Resultado | Adversário Resultado | Adversário Resultado | Pos.       | Ref.   |
| ----------- | --------- | --------------------- | -------------------- | -------------------- | -------------------- | -------------------- | -------------------- | ---------- | ------ |
| María Pérez | Até 70 kg | BEL G Willems D 00–10 | Não avançou          | Não avançou          | Não avançou          | Não avançou          | Não avançou          | =17        | [ 20 ] |

### Lutas

#### Livre
Masculino
| Atleta           | Evento     | Oitavas                | Quartas              | Semifinais           | Repescagem            | Final / DB               | Final / DB        | Ref.   |
| Atleta           | Evento     | Adversário Resultado   | Adversário Resultado | Adversário Resultado | Adversário Resultado  | Adversário Resultado     | Pos.              | Ref.   |
| ---------------- | ---------- | ---------------------- | -------------------- | -------------------- | --------------------- | ------------------------ | ----------------- | ------ |
| Darian Cruz      | Até 57 kg  | EGY G Mohamed V 4–1    | JPN R Higuchi D 2–12 | Não avançou          | IRI A Sarlak V WO     | IND A Sehrawat D 5–13    | =5                | [ 21 ] |
| Sebastian Rivera | Até 65 kg  | AUS G Okorokov V 12–2  | JPN K Kiyooka D 6–8  | Não avançou          | MDA M Saculțan V 15–4 | MGL T Tömör-Ochir V 10–9 | Medalha de bronze | [ 22 ] |
| Ethan Ramos      | Até 86 kg  | GRE D Kurugliev D 0–11 | Não avançou          | Não avançou          | Não avançou           | Não avançou              | Não avançou       | [ 23 ] |
| Jonovan Smith    | Até 125 kg | TUR T Akgül D 0–10     | Não avançou          | Não avançou          | Não avançou           | Não avançou              | Não avançou       | [ 24 ] |

### Natação
Masculino
| Atleta         | Evento       | Eliminatórias | Eliminatórias | Semifinal   | Semifinal   | Final       | Final       | Ref.   |
| Atleta         | Evento       | Tempo         | Pos.          | Tempo       | Pos.        | Tempo       | Pos.        | Ref.   |
| -------------- | ------------ | ------------- | ------------- | ----------- | ----------- | ----------- | ----------- | ------ |
| Yeziel Morales | 100 m costas | 55.76         | 39            | Não avançou | Não avançou | Não avançou | Não avançou | [ 25 ] |
| Yeziel Morales | 200 m costas | 2:00.60       | 26            | Não avançou | Não avançou | Não avançou | Não avançou | [ 25 ] |

Feminino
| Atleta         | Evento       | Eliminatórias | Eliminatórias | Semifinal   | Semifinal   | Final       | Final       | Ref.   |
| Atleta         | Evento       | Tempo         | Pos.          | Tempo       | Pos.        | Tempo       | Pos.        | Ref.   |
| -------------- | ------------ | ------------- | ------------- | ----------- | ----------- | ----------- | ----------- | ------ |
| Kristen Romano | 200 m medley | 2:13.32       | 21            | Não avançou | Não avançou | Não avançou | Não avançou | [ 26 ] |

### Saltos ornamentais
Feminino
| Atleta       | Evento          | Preliminar | Preliminar | Semifinal   | Semifinal   | Final       | Final       | Ref.   |
| Atleta       | Evento          | Pontos     | Pos.       | Pontos      | Pos.        | Pontos      | Pos.        | Ref.   |
| ------------ | --------------- | ---------- | ---------- | ----------- | ----------- | ----------- | ----------- | ------ |
| Maycey Vieta | Plataforma 10 m | 253.90     | 24         | Não avançou | Não avançou | Não avançou | Não avançou | [ 27 ] |

### Skate
Masculino
| Atleta         | Evento | Qualificação | Qualificação | Final       | Final       | Ref.   |
| Atleta         | Evento | Pontos       | Pos.         | Pontos      | Pos.        | Ref.   |
| -------------- | ------ | ------------ | ------------ | ----------- | ----------- | ------ |
| Steven Piñeiro | Park   | 81.54        | 14           | Não avançou | Não avançou | [ 28 ] |

### Tênis de mesa
Masculino
| Atleta          | Evento  | Preliminar           | Primeira rodada      | Segunda rodada       | Oitavas de final     | Quartas de final     | Semifinal            | Final                | Final       | Ref.   |
| Atleta          | Evento  | Adversário Resultado | Adversário Resultado | Adversário Resultado | Adversário Resultado | Adversário Resultado | Adversário Resultado | Adversário Resultado | Pos.        | Ref.   |
| --------------- | ------- | -------------------- | -------------------- | -------------------- | -------------------- | -------------------- | -------------------- | -------------------- | ----------- | ------ |
| Brian Afanador  | Simples | Bye                  | TPE Lin Y-j D 1–4    | Não avançou          | Não avançou          | Não avançou          | Não avançou          | Não avançou          | Não avançou | [ 29 ] |
| Daniel González | Simples | Bye                  | KOR Jang W-j D 1–4   | Não avançou          | Não avançou          | Não avançou          | Não avançou          | Não avançou          | Não avançou | [ 30 ] |

Feminino
| Atleta       | Evento  | Preliminar           | Primeira rodada       | Segunda rodada       | Oitavas de final     | Quartas de final     | Semifinal            | Final                | Final       | Ref.   |
| Atleta       | Evento  | Adversário Resultado | Adversário Resultado  | Adversário Resultado | Adversário Resultado | Adversário Resultado | Adversário Resultado | Adversário Resultado | Pos.        | Ref.   |
| ------------ | ------- | -------------------- | --------------------- | -------------------- | -------------------- | -------------------- | -------------------- | -------------------- | ----------- | ------ |
| Adriana Díaz | Simples | Bye                  | SRB I Lupulesku V 4–0 | USA A Wang V 4–2     | PRK Pyon S-g D 3–4   | Não avançou          | Não avançou          | Não avançou          | Não avançou | [ 31 ] |

### Tiro
Feminino
| Atleta          | Evento               | Qualificação | Qualificação | Final       | Final       | Ref.   |
| Atleta          | Evento               | Marca        | Pos.         | Marca       | Pos.        | Ref.   |
| --------------- | -------------------- | ------------ | ------------ | ----------- | ----------- | ------ |
| Yarimar Mercado | Carabina de ar 10 m  | 622          | 39           | Não avançou | Não avançou | [ 32 ] |
| Yarimar Mercado | Carabina 3 pos. 50 m | 578          | 26           | Não avançou | Não avançou | [ 33 ] |

### Tiro com arco
Feminino
| Atleta         | Evento     | Ranqueamento | Ranqueamento | Fase de 64           | Fase de 32           | Oitavas              | Quartas              | Semifinal            | Final / DB           | Final / DB  | Ref.   |
| Atleta         | Evento     | Total        | Pos.         | Adversário Resultado | Adversário Resultado | Adversário Resultado | Adversário Resultado | Adversário Resultado | Adversário Resultado | Pos.        | Ref.   |
| -------------- | ---------- | ------------ | ------------ | -------------------- | -------------------- | -------------------- | -------------------- | -------------------- | -------------------- | ----------- | ------ |
| Alondra Rivera | Individual | 547          | 64           | KOR Lim S-h D 0–6    | Não avançou          | Não avançou          | Não avançou          | Não avançou          | Não avançou          | Não avançou | [ 34 ] |

### Vela
Eventos com regata da medalha
| Atleta               | Evento | Regatas | Regatas | Regatas | Regatas | Regatas | Regatas | Regatas | Regatas | Regatas | Regatas | Regatas | Regatas | Regatas | Regatas | Regatas | Regatas | Pontos | Pos. | Ref.   |
| Atleta               | Evento | 1       | 2       | 3       | 4       | 5       | 6       | 7       | 8       | 9       | 10      | 11      | 12      | 13      | 14      | 15      | M*      | Pontos | Pos. | Ref.   |
| -------------------- | ------ | ------- | ------- | ------- | ------- | ------- | ------- | ------- | ------- | ------- | ------- | ------- | ------- | ------- | ------- | ------- | ------- | ------ | ---- | ------ |
| Pedro Luis Fernández | Laser  | 33      | 27      | 17      | 35      | 33      | 36      | 11      | 31      | —       | —       | —       | —       | —       | —       | —       | EL      | 187    | 34   | [ 35 ] |

M = Regata da medalha; EL = Eliminado(a) – não avançou para a regata da medalha